# Rheum likiangense
Rheum likiangense Sam. – gatunek rośliny z rodziny rdestowatych (Polygonaceae Juss.). Występuje naturalnie w Chinach – w południowo-zachodnim Syczuanie, wschodnim Tybecie oraz północno-zachodnim Junnanie. 

## Morfologia
PokrójBylina dorastająca do 40–70 cm wysokości.
LiścieIch blaszka liściowa jest lekko skórzasta i ma kształt od owalnego do okrągłego. Mierzy 8–16 cm długości oraz 8–14 cm szerokości, jest całobrzega, o niemal sercowatej nasadzie i ostrym lub tępym wierzchołku. Ogonek liściowy jest owłosiony i osiąga 2,5–8 cm długości. Gatka jest błoniasta.
KwiatyZebrane w wiechy, rozwijają się na szczytach pędów. Listki okwiatu mają eliptyczny kształt i zielonobiaławą barwę, mierzą 2–3 mm długości.
OwoceMają jajowaty kształt, osiągają 8–9 mm długości.

## Biologia i ekologia
Rośnie w lasach oraz na łąkach. Występuje na wysokości od 2500 do 4000 m n.p.m. Kwitnie w lipcu.